# Xylotrechus arvicola
Xylotrechus arvicola är en skalbaggsart som först beskrevs av Olivier 1795.  Xylotrechus arvicola ingår i släktet Xylotrechus och familjen långhorningar.
Artens utbredningsområde är:
- Luxemburg.
- Corsica.
- Frankrike.
- Iran.
- Portugal.
- Ukraina.

Arten har ej påträffats i Sverige. Inga underarter finns listade i Catalogue of Life.

## Bildgalleri

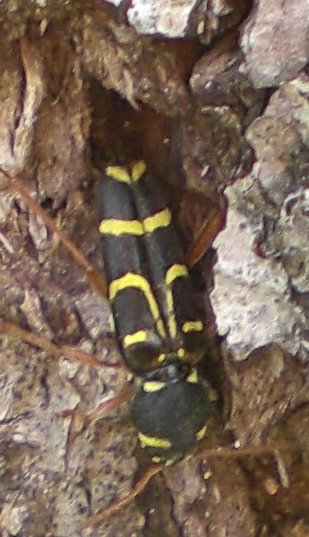
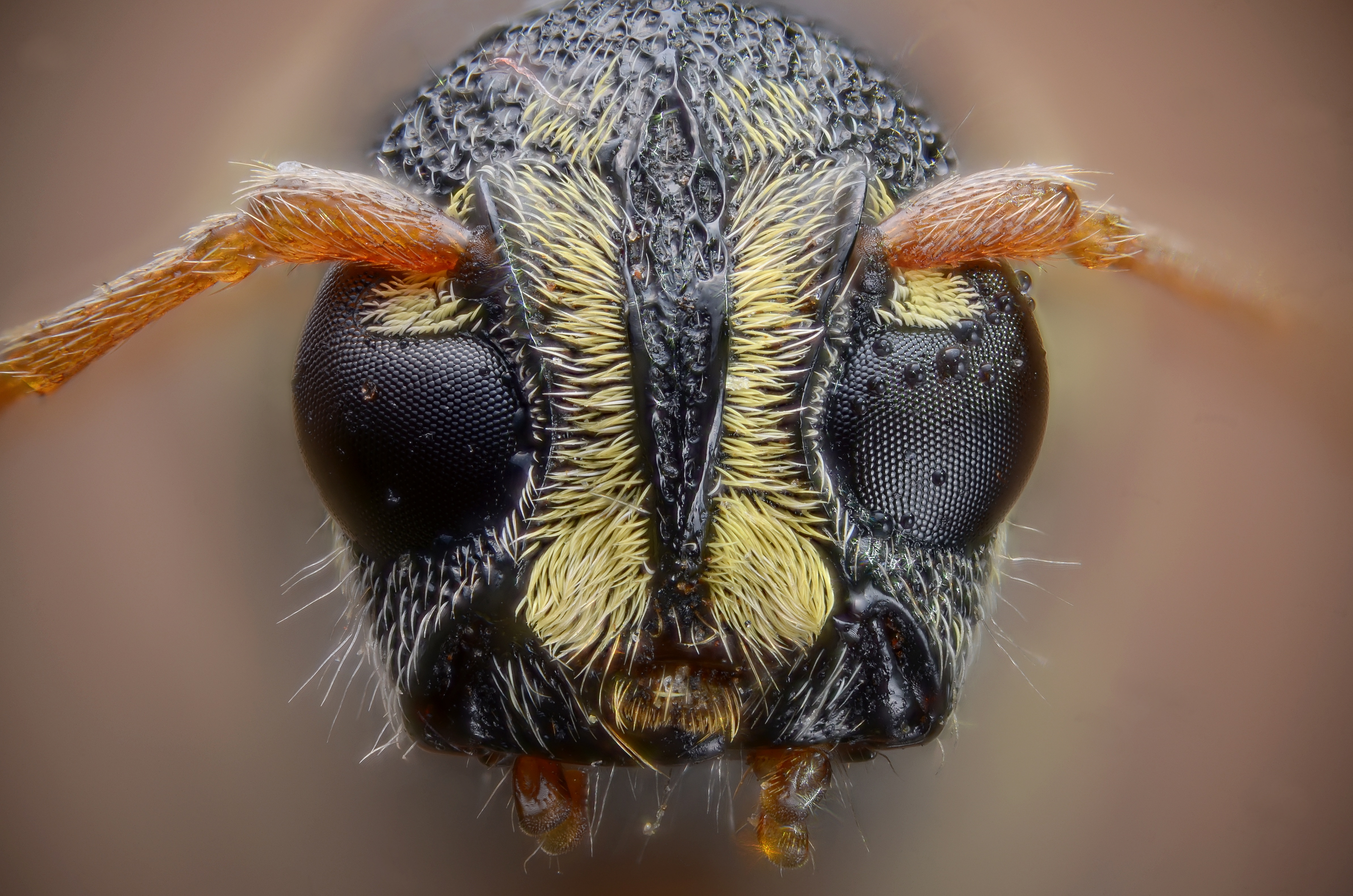
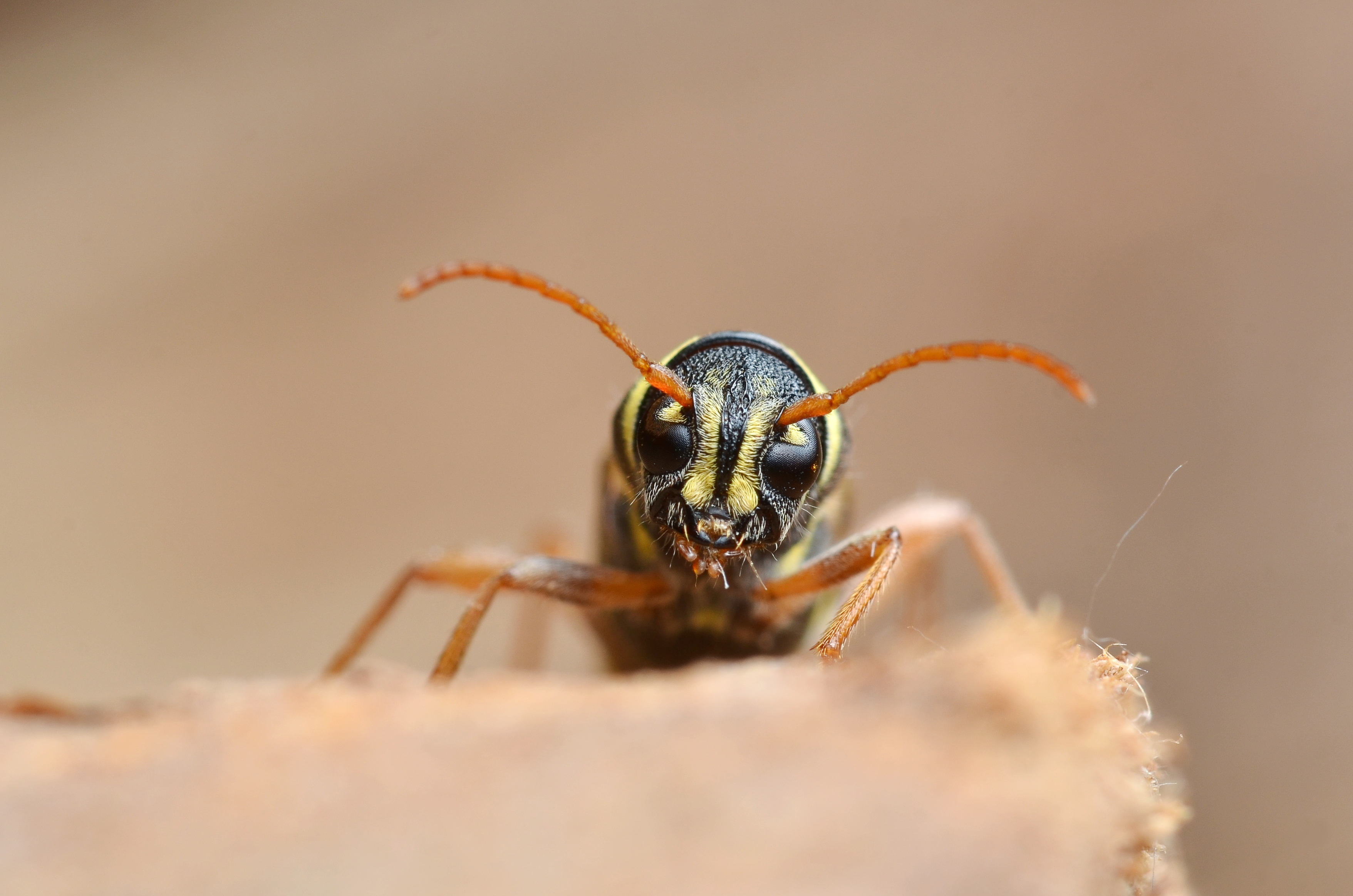